# Nerine × versicolor
Nerine × versicolor là một loài thực vật có hoa lai ghép trong họ Amaryllidaceae. Loài này được Herb. mô tả khoa học đầu tiên năm 1821.